# 三國志VII
『三國志VII』（さんごくし・セブン）は、2000年にコーエー（現・コーエーテクモゲームス）から発売された歴史シミュレーションゲーム。「三國志シリーズ」の第7作。音楽は長谷川智樹が担当。 
パソコン版が発売された後、さまざまな家庭用ゲーム機に移植された。「コーエー定番シリーズ」「KOEI The Best」など各廉価版シリーズもそれぞれ発売されている。また、パソコン版はダウンロード販売も行われた（2011年9月販売終了）。

## 概要
今までの君主を操作する君主プレイから武将一人一人を操作する武将プレイに変わった。そのため、いずれかの勢力が統一すると終了となり、ゲームオーバー条件は担当武将が死亡したときに血縁武将が存在せず後継できる武将がいないときとなった。武将の身分は、君主、太守、軍師、一般、在野の5つである。主人公に選べる登場人物は520人。PlayStation 2、PlayStation Portable版ではさらに18人追加されている。また、この他にも自分で作った新武将を登場させることができる。
シナリオは全部で7個あり、有料ダウンロードサービスを利用することでWindows版ではさらに2つのシナリオを選択できるようになった。また、PlayStation 2版以降では上記の追加シナリオに加え、黄巾の乱シナリオもプレイできるようになった。
本作では武将を操作するということで、自分の操作する武将が戦争や計略などで功績を積み、軍師や太守といったより高い身分を目指したり、反乱を起こして君主となるといった新しい楽しみ方もできるようになった。また、他の武将との交流を深めることで、能力を上げたり新たな特技を習得したりといったことが重要となっている。
なお、ゲーム開始時には1人プレイしか選択できないが、進行中に特定のコマンドを入力することで、最多で8人までプレイすることができるようになっている。
戦争は野戦と攻城戦に分かれている。野戦では攻撃側は敵の殲滅を目指したり、作戦を成功させて敵の士気を下げて勝利することを目指す。一方防御側は士気を維持したり、罠などで相手を嵌めて防衛することを目指す。防御側の士気が0になったり総大将が撤退したりしたときに篭城を選択すると攻城戦となる。攻城戦では攻撃側と防御側が交互に行動を繰り返し、攻撃側は城防御を0にするか敵総大将を倒すことを、防御側は敵総大将を倒すか日数制限まで経過させるかして互いに勝利を目指すこととなる。

## シナリオ

### 通常シナリオ
1. 張角乱を起こし黄旗翩翻す　184年3月（PS2版以降のみ）
2. 豹狼帝都を制し漢室衰亡す　189年12月
3. 飛将中原に舞い天下騒乱す　194年10月
4. 鉄騎渡河し官渡に大戦興る　200年3月
5. 臥竜飛翔し赤壁に長江燃ゆ　207年10月
6. 皇叔西蜀を制し天下三分す　217年2月
7. 丞相託孤を受け自ら出陣す　225年3月
8. 司馬専権し淮南に義臣起つ　257年3月

最終シナリオはシリーズ初となる三国時代末期の年代（ただし前作にも「ショートシナリオ」として存在した）で、諸葛誕の挙兵を題材にしている。しかし、この時代の武将が前作に比べて追加されたわけではないため、どの勢力も非常に武将数が少ない。

### 追加シナリオ
1. 天子奉戴し魏武の強始まる　197年1月
2. 群雄競いて荊州に覇を争う　209年2月

Windows版ではコーエーのサイトで有料でダウンロード販売されている。追加シナリオのダウンロード販売が行われている他のコーエー作品と異なり、ユーザー登録しなくても購入が可能となっている。プログラム本体がダウンロード販売版の場合、購入しても使用できない。PlayStation版以降では初めからプレイすることが可能となっている。

## パワーアップキットでの追加点
- ショートプレイモードを追加
- 戦術シミュレーションモード
魏・呉・蜀それぞれにつき、有名な戦闘シーンを集めて、シナリオを構成。
- 歴史イベント追加
歴史イベントコレクション機能を装備。
- 追加シナリオ5本
  1. 奉先王允と謀り相国を弑す　192年
  2. 本初中道に死して後継争う　202年
  3. 錦馬超東進し姦雄と対峙す　211年
  4. 蜀漢南征を終え祁山を狙う　227年
  5. 丞相没し姜維五丈原を退く　234年
- プレイの足跡を残す「年表機能」
- データを自由に変更「エディタ機能」